# Маунтрейл (округ, Північна Дакота)
Шаблон:StateAbbr_ 48°12′ пн. ш. 102°22′ зх. д. / 48.2° пн. ш. 102.37° зх. д.
Округ Маунтрейл (англ. Mountrail County) — округ (графство) у штаті Північна Дакота, США. Ідентифікатор округу 38061.

## Історія
Округ утворений 1873 року.

## Демографія
За даними перепису 
2000 року 
загальне населення округу становило 6631 осіб, усе сільське.
Серед мешканців округу чоловіків було 3262, а жінок — 3369. В окрузі було 2560 домогосподарств, 1753 родин, які мешкали в 3438 будинках.
Середній розмір родини становив 3,09.
Віковий розподіл населення поданий у таблиці:
| Стать    | До 15 років | 15-21 | 22-29 | 30-39 | 40-49 | 50-65 | 65-85 | Понад 85 |
| -------- | ----------- | ----- | ----- | ----- | ----- | ----- | ----- | -------- |
| Чоловіки | 755         | 326   | 242   | 357   | 521   | 555   | 437   | 69       |
| Жінки    | 733         | 318   | 251   | 365   | 511   | 523   | 524   | 144      |

## Суміжні округи
- Берк — північ
- Ворд — схід
- Маклейн — південний схід
- Данн — південь
- Маккензі — південний захід
- Вільямс — захід

## Виноски
1. ↑  US Decennial Census. US Census Bureau. Архів оригіналу за 4 квітня 2018. Процитовано 1 лютого 2015.
2. ↑  Historical Census Browser. University of Virginia Library. Архів оригіналу за 11 серпня 2012. Процитовано 1 лютого 2015.
3. ↑  Forstall, Richard L., ред. (20 квітня 1995). Population of Counties by Decennial Census: 1900 to 1990. US Census Bureau. Архів оригіналу за 5 березня 2015. Процитовано 1 лютого 2015.
4. ↑  Census 2000 PHC-T-4. Ranking Tables for Counties: 1990 and 2000 (PDF). US Census Bureau. 2 квітня 2001. Архів оригіналу (PDF) за 18 грудня 2014. Процитовано 1 лютого 2015.
5. ↑  State & County QuickFacts. Бюро перепису населення США. Архів оригіналу за 7 червня 2011. Процитовано 1 листопада 2013.(англ.) Наведено за англійською вікіпедією.
6. ↑  QuickFacts. Mountrail County ND. US Census Bureau. Архів оригіналу за 16 жовтня 2018. Процитовано 16 жовтня 2018.
7. ↑  American FactFinder. Бюро перепису населення США. Архів оригіналу за 26 лютого 2012. Процитовано 31 січня 2008.

| США | Це незавершена стаття з географії США. Ви можете допомогти проєкту, виправивши або дописавши її. |